# عزيز الله المجلسي
عزيز اللّه بن محمد تقي المجلسي ( ت/1074 هـ) عالم وفقيه شيعي وهو ابن محمد تقي المجلسي والأخ الأكبر محمد باقر المجلسي صاحب كتاب بحار الأنوار.

## إسمه ونسبه وعائلته
عزيز اللّه بن محمد تقي بن مقصود علي المجلسي، العاملي الاَصل، الاَصفهاني، أخو العالم الشهير محمد باقر المعروف بالمجلسي الثاني موَلف «بحار الاَنوار»، وله بنت عالمة، وولد اسمه محمد كاظم ويُعرف بالألماسي ، وكان من العلماء أُولي النعمة.

## نبذه من حياته
حاط علماً بفنون عدّة، ومهر في الاَدب، وكان منشئاً، موصوفاً بالفضل والورع والخلق المعطار ، درس عند والده محمد تقي المعروف بالمجلسي الاَوّل (المتوفّى 1070هـ)، وعند غيره من أعلام عصره

## مؤلفاته
- حاشية على مدارك الاَحكام في شرح شرائع الاِسلام.
- حاشية على من لا يحضره الفقيه
- حاشية على تهذيب الأحكام
- ترتيب خلاصة الاَقوال في معرفة الرجال[1]
- إنشاء وقائع الروم باللغة الفارسية

## وفاته
توفّي بعد أبيه بأربع سنوات، وذلك في سنة أربع وسبعين وألف

### كتب
- موسوعة طبقات الفقهاء ج184/11.

### إشارات مرجعية
1. 1 2  "الذريعة - آقا بزرگ الطهراني - ج ٤ - الصفحة ٦٥". shiaonlinelibrary.com. مؤرشف من الأصل في 2020-10-27. اطلع عليه بتاريخ 2021-04-07.
2. ↑  "عزيز اللّه بن محمد تقي المجلسي ( ت/1074 هـ)". almerja.com. مؤرشف من الأصل في 2021-04-07. اطلع عليه بتاريخ 2021-04-07.